# Księga Sofoniasza
Księga Sofoniasza (hebr. צפניה Cefanja) – jedna z ksiąg Pisma Świętego, znajdująca się wśród ksiąg prorockich Starego Testamentu. W kanonie hebrajskim stanowiła dziewiątą część Księgi Dwunastu Proroków Mniejszych. 
Księga powstała w VII wieku p.n.e. podczas rządów króla Jozjasza. Jej tematem jest nadchodzący „dzień gniewu Pańskiego”, który miał dotknąć Jerozolimę i narody pogańskie. Przetrwają tylko ubodzy i pokorni, ufający Bogu. Księga Sofoniasza jako pierwsza podejmuje ideę ubóstwa jako wartości religijnej. 

## Autorstwo księgi

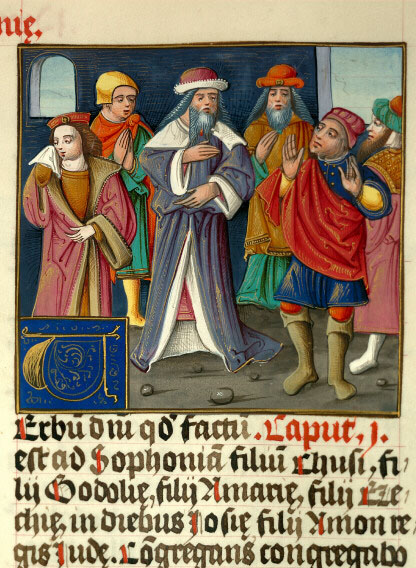
Sofoniasz nauczający ludzi, ilustracja z XVI wieku

Autorem księgi jest Sofoniasz (hebr. Cefan-jah oznacza „oby Jahwe odsłonił”), imię proroka pojawia się w nagłówku księgi.
Jako jedyna księga prorocka, Księga Sofoniasza zawiera szczegółową genealogię autora. Był on synem Kusziego (ew. Kuszyty), a jego przodkami byli Gedaliasz, Amariasz i Ezechiasz (So 1,1). Kuszyci oznaczali mieszkańców terytorium Etopii, a więc tak długa lista przodków mogła sugerować, że autor nie był sam Hebrajczykiem czystej krwi, miał jednak hebrajskie pochodzenie.
Przypuszczano, że wśród przodków autora wymieniony został król Ezechiasz, o czym świadczyła też dobra orientacja proroka w życiu dworu królewskiego i odwaga w jego krytyce. Jest to jednak wątplliwe, gdyż królewskie pochodzenie proroka zostałoby odpowiednio wyróżnione .
Sofoniasz mógł należeć do grupy proroków i lewitów uczestniczącej w reformie Jozjasza , innym był m.in. Jeremiasz. Był prawdopodobnie mieszkańcem Jerozolimy, o czym świadczyła dobra znajomość miasta i jego mieszkańców – widoczna przede wszystkim w pierwszym rozdziale księgi.

## Czas i okoliczności powstania
Nagłówek księgi określa jednoznacznie czas powstania proroctwa na za czasów Jozjasza, syna Amona, króla judzkiego. 
Proroctwo Sofoniasza mogło wiązać się ze wczesnym etapem reformy religijnej Jozjasza, a prorok walczył z dziedzictwem bałwochwalstwa z czasów królów Manassesa i Amona . Poza nagłówkiem, księga nigdzie nie wymienia samego Jozjasza, a krytykuje otoczenie króla - co mogło wskazywać, że król był jeszcze małoletni; Jozjasz objął tron w roku 640 p.n.e. mając 8 lat. W treści księgi odbija się też burzliwa sytuacja międzynarodowa, z czasów gdy królestwo judzkie uzależnione było w dużym stopniu od Asyrii, chylącej się wówczas ku upadkowi, na czym w większym stopniu skupiała się, napisana niewiele później Księga Nahuma.
Rozdziały 1 i 2 powstały prawdopodobnie po 640 r. p.n.e., natomiast fragment 3,1–17 w latach 612-609, gdy wiadomym stało się, że reforma Jozjasza była nieskuteczna. Epilog księgi: 3,18–20 mógł być dodatkiem z okresu wygnania babilońskiego . Wyrocznie z rozdziału 2 przeciwko Asyrii poprzedzały na pewno upadek Niniwy w roku 612 p.n.e., a wyrocznie przeciwko Filistynom mogły powstać około 628 p.n.e. i być związane z podbojami króla Jozjasza.
Niektórzy uczeni (A. van Hoonacker, V.O.E Oesterley, Th. K. Robinson) przypuszczali, że sugestywny opis „dnia gniewu” jest reminescencją przemarszu przez Palestynę plemion Scytów, co według Herodota nastąpiło między 630 a 625 p.n.e. Jednak sama treść księgi nie potwierdza w żaden sposób takiego zdarzenia.
Kanoniczność księgi Sofoniasza nigdy nie podlegała wątpliwości. Księga przekazuje autentyczne proroctwo Sofoniasza, jedynie niektóre fragmenty, m.in. 2,7.10.11 oraz 3,10 uznawane były (m.in. A. van Hoonacker) za dodatki redakcyjne, być może z okresu powygnaniowego .
Tekst księgi został przekazany w dobrym stanie, zaledwie kilka lekcji w tekście masoreckim zawiera niejasności (2,1–2; 3–18).

## Treść
Na treść księgi Sofoniasza składają się krótkie mowy, wygłaszane przy różnych okazjach, choć można je także potraktować jako jedną dużą mowę, o zmieniającym się temacie. Wspólnym motywem jest nawoływanie do pokuty i groźba przed „dniem gniewu” Bożego .
Na księgę, poza tytułem (1,1), składają się cztery części:
1. Sąd Boży nad Judą i nad światem (1,2–2,3)
2. Sąd Boży nad narodami pogańskimi (2,4–15)
3. Groźby przeciwko Jerozolimie (3,1–8)
4. Obietnice zbawienia (3,9–18) oraz epilog: obietnica zgromadzenia wygnanych (3,18–20).

W pierwszej części Sofoniasz opisuje „dzień gniewu” nad mieszkańcami państwa judzkiego, którzy popełniają szereg grzechów. Kilkukrotnie prorok wymienia bałwochwalstwo, czyli oddawanie czci Baalowi, asyryjskim „wojskom niebieskim” oraz Milkomowi, amonickiemu bóstwu utożsamianemu niekiedy z Molochem. Następnie prorok piętnuje obce zwyczaje, nawet w dziedzinie ubioru. Najważniejsza jest jednak obojętność mieszkańców Judy wobec działania Boga, którą autor określa jako „zastyganie na swych drożdżach”; przenośnia dotyczy procesu wytwarzania wina, gdy zbyt długie jego przetrzymywanie powodowało zgęstnienie napoju .
Zapowiadana przez proroka zagłada miała się zacząć od części Jerozolimy i następnie rozlać na cały świat .
W drugim rozdziale Sofoniasz nawołuje do pokory i pokuty, gdyż jedynie zdanie się na łaskę Boga może ocalić Judę. Następują proroctwa przeciwko narodom pogańskim, które przypominają fragmenty z ksiąg Amosa, Izajasza i Micheasza. Autor wylicza kolejno narody Filistynów (na zachodzie), Moabitów-Ammonitów (na wschodzie), Kuszytów (na południu) i Asyryjczyków (na północy) – tak więc kraje otaczające Izrael z czterech stron świata. Wszystkim zapowiada pokonanie w dniu gniewu i zajęcie ich ziem przez mieszkańców Judy.
W trzeciej części powracają wyrocznie przeciwko Jerozolimie. Sofoniasz wymienia uchybienia moralne każdej klasy społecznej – rządzących, sędziów, proroków i kapłanów. Część tę kończy, być może ironiczne, wezwanie do oczekiwania na zniszczenie.
Ostatnia część księgi nagle odwraca jej nastrój i zapowiada powszechne nawrócenie. Obejmie ono narody pogańskie, a także triumf pokornej reszty Izraela. Księga kończy się pieśniami o odnowionej Jerozolimie.

## Teologia

### Dzień gniewu

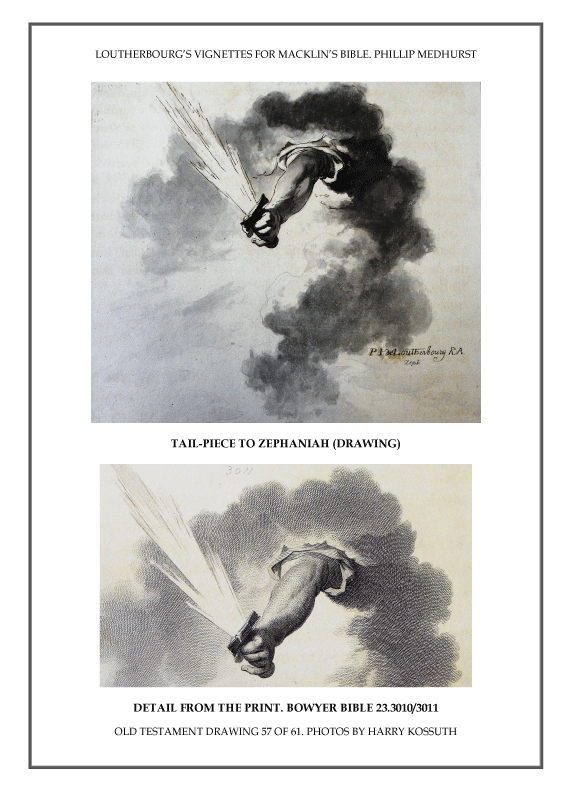
Ilustracja dnia gniewu z XVIII-wiecznej Biblii Thomasa Macklina

Księga Sofoniasza piętnuje grzechy jako wstęp do opisu „Dnia Jahwe”, dnia gniewu Bożego, którego temat podjęty jest m.in. za Am 5,1–20 oraz Iz 2,22. Dzień ten ma nadejść gwałtownie, podobnie jak nieprzyjacielski najazd. Sofoniasz jako jedyny użył określenia „dzień gniewu” (hebr. jom 'ebra).
Dzień Jahwe ma być teofanią, okazaniem Bożej obecności i mocy, wobec którego całe stworzenie może wyłącznie zamilknąć.
Sugestywny opis dnia gniewu („Dzień ów będzie dniem gniewu, dniem ucisku i utrapienia, dniem ruiny i spustoszenia”; 1,15–16) był inspiracją do powstania średniowiecznego hymnu Dies Irae, który miał pokazywać grozę sądu ostatecznego.

### Reszta Izraela i ubodzy duchem
Księga Sofoniasza wprowadziła teologię ubóstwa, która została później rozwinięta m.in. w księdze Jeremiasza, Psalmach oraz Pieśni o Słudze Pańskim z księgi Izajasza. W dniu gniewu Pańskiego ocalona miała być tylko mała reszta, którą charakteryzuje wypełnianie prawa Bożego, szukanie sprawiedliwości i ubóstwo, przy czym Sofoniaszowi chodzi o szczególne, wewnętrzne nastawienie i oderwanie od ziemskich wartości.
Sofoniasz rozwinął pojęcie Reszty Izraela spotykane u wcześniejszych proroków – mówiąc o „szukających Boga”, wspomniał też o „szukających ubóstwa”, określił ich też wreszcie jako anawim – ubogimi ziemi (por. So 3,12n). Dzięki Księdze Sofoniasza, ubóstwo przestało być określeniem jedynie społecznym, a stało się pojęciem z kategorii religijnej. Według Leopolda Sabourina stworzyło to idealną sytuację do rozwoju hebrajskiej mistyki, rozwiniętej ostatecznie w pierwszym z ośmiu błogosławieństw: „Błogosławieni ubodzy duchem”.
W Księdze Sofoniasza pojawia się zapowiedź uniwersalnego zbawienia, obejmującego również narody pogańskie. Brak w niej jednak zapowiedzi stricte mesjańskich, choć niektórzy (G. Rinaldi) sam finał księgi określali jako mesjański .

## Nawiązania
W Starym Testamencie, Księga Sofoniasza była cytowana przez Joela (Jl 2,2).
W Nowym Testamencie nie ma bezpośrednich cytowań z księgi Sofoniasza, jedynie w Mt 13,41 można szukać analogii do So 1,3. Jednak autorzy Nowego Testamentu, podobnie jak Sofoniasz zapowiadali sąd Boży i zdobycie królestwa Bożego przez ubogich w duchu.
W myśli chrześcijańskiej Księga Sofoniasza pojawiła się dopiero na początku III wieku, gdy w swoim Komentarzu do Listu do Rzymian cytował ją Orygenes. W połowie III wieku i na początku IV wieku księgę cytowali też afrykańscy apologeci, Arnobiusz Starszy i Laktancjusz.
Według Tadeusza Brzegowego, w Kościele Katolickim, który po Soborze Watykańskim II opowiedział się po stronie ubogich, Księga Sofoniasza może utworzyć fundamenty teologii ubóstwa.